# Rebelión en Kazán de 1552-1556
La Primera Guerra Cheremis o Guerra de Kazán de 1552-1556, fue una guerra rebelde en contra de la Rusia moscovita para la restauración del Kanato de Kazán .
Los ejércitos rebeldes en su mayoría consistían de tártaros , Chuvashes , Cheremises , Mordvinos y udmurtos . Algunos Nogáis también participaron de la guerra. Los gobiernos rebeldes independientes se formaron en Chalem y Mishatamaq , el khan fue invitado a la Horda Nogái. Las tropas rusas bajo Andréi Kurbski y Aleksandr Gorbaty-Shuiski se les opusieron.
En el pico de la rebelión los tártaros controlaban la mayor parte del antiguo kanato. Sin embargo Kazán, la antigua capital, quedó bajo control ruso. Iván IV de Rusia envió un refuerzo importante a la tierra Kazán y la rebelión fue duramente reprimida. Las muertes estimadas son de varios miles de personas.
- Datos: Q2748243